# P
 Ovo je glavno značenje pojma P. Za registracijsku oznaku Portugala pogledajte P (registracijska oznaka).
P je 22. slovo hrvatske abecede. Označava bezvučni bilabijalni plozivni suglasnik. Također je:
- u fizici znak za tlak (p) i snagu (P)
- u kemiji znak za fosfor
- u SI sustavu oznaka za prefiks piko (p, 10-12) i peta (P, 1015)
- međunarodna automobilska oznaka za Portugal

## Povijest
Razvoj slova „P” moguće je pratiti tijekom povijesti:
| Protosemitsko P | Feničko pe | Ranogrčko pi | Grčko pi | Etruščansko P | Rimsko P |
| Protosemitsko P | Feničko pe | Ranogrčko pi | Grčko pi | Etruščansko P | Rimsko P |